# 白崎秀雄
白崎 秀雄（しらさき ひでお、1920年5月25日-1992年2月22日）は、作家、美術評論家。福井市出身。
法政大学修了。1966年「真贋」で日本エッセイスト・クラブ賞受賞。伝記小説に新境地を開き、骨董、書画、日本絵画、篆刻などの関連著作が多い。北大路魯山人を世に広めた人物としても知られる。魯山人の芸術性・技術的な特異性を鋭く評価した。

## 著書
- 『肉の僕』虎書房 1957
- 『もう一つの生』徳間書店 ヒューマン・ブックス 1962
- 『真贋 美と欲望の11章』講談社 1965
- 『草の齢 衣川嘉雄の生涯』講談社 1968
- 『北大路魯山人』文藝春秋 1971、文春文庫（上下） 1980
  - 『北大路魯山人 新版』（上下）、新潮社 1985、中公文庫 1997、ちくま文庫 2013
- 『尾形光琳　稀世の天才』講談社　1978
- 『千代鶴是秀』講談社　1978
- 『鈍翁・益田孝』（上下）、新潮社 1981、中公文庫 1998
- 『魯山人の世界』日本経済新聞出版社 1981、アートデイズ 1998、ちくま文庫 2013
- 『当世畸人伝』新潮社　1987、中公文庫 1998
- 『三渓原富太郎』新潮社　1988
- 『耳庵松永安左ヱ門』新潮社（上下） 1990

### 編纂など
- 『新編校註橘曙覧歌集』編註 古今書院　1942
- 『北大路魯山人作品図録』編著 徳間書店 1972
- 『古美術必携 蒐集研究』編 徳間書店 1974
- 『雲州蔵帳図鑑』編纂 歴史図書社 1975
- 『酒井抱一画集』組田昌平・中村渓男と編纂委員 国書刊行会 1976
- 『北大路魯山人秀作図鑑』編 グラフィック社 1979

## 論文
- <白崎秀雄